# Храм Христа Спасителя (Уральск)
Храм Христа Спасителя — храм Уральской и Актюбинской епархии Казахстанского митрополичьего округа Русской православной церкви в Уральске, построенный в 1891—1907 годах в память 300-летия служения Уральского казачьего войска России.
Уральцы называют храм Христа Спасителя «Золотым».

## История

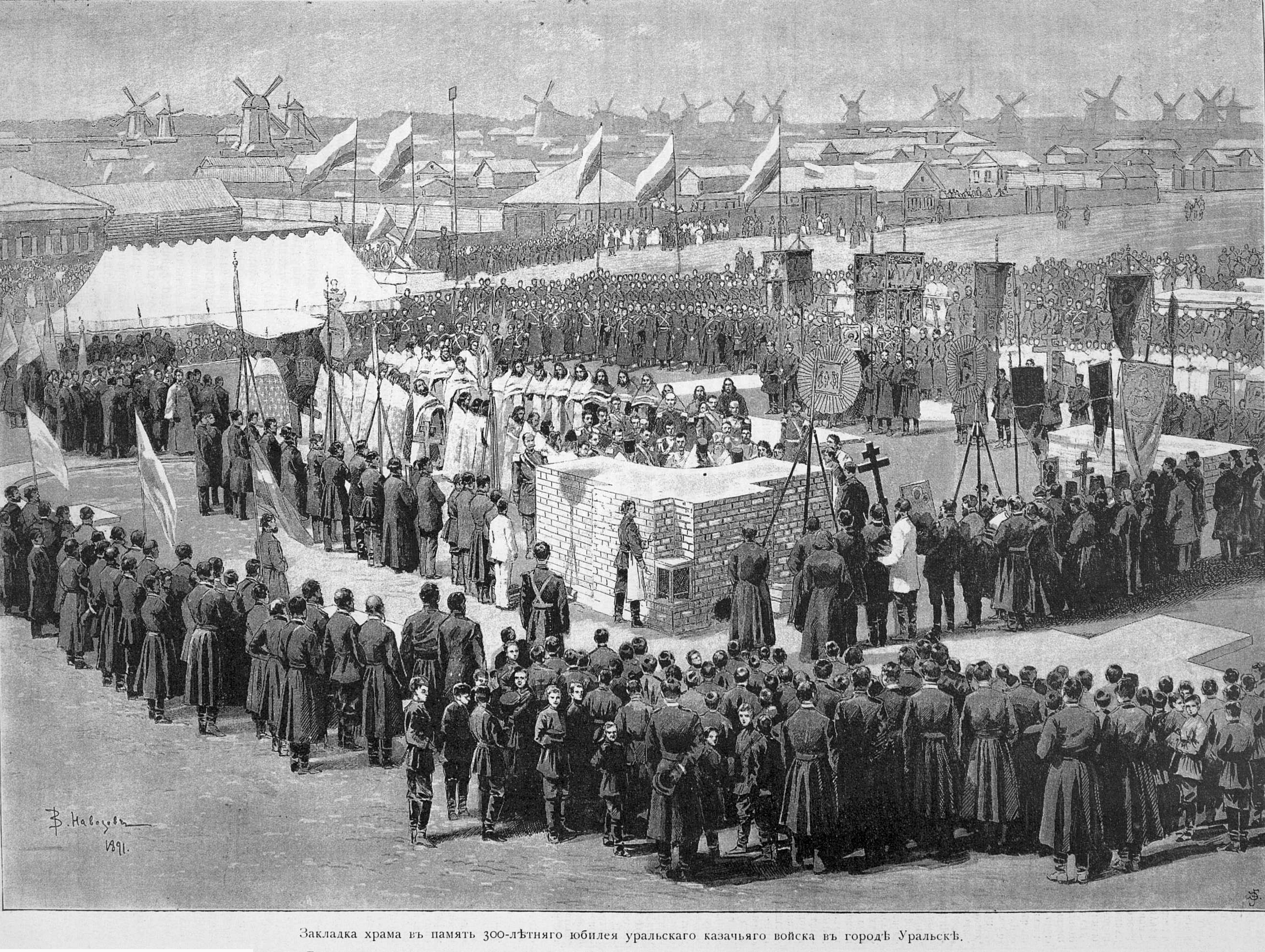
Закладка храма, 1891 год

Храм был торжественно заложен в 1891 году на Иканской площади, названной так в честь Иканского сражения. При закладке храма присутствовал цесаревич — будущий император Николай II, который возвращался в Петербург с Восточного путешествия. 
Автор проекта  — петербургский архитектор В. И. Чагин. 
После шестнадцатилетнего строительства храм был освящён в 1907 году.
В советское время в здании храма был размещён музей атеизма, а под одним из куполов был организован планетарий.
В ноябре 1990 года по требованию народного митинга храм Христа Спасителя был возвращён Русской православной церкви и впоследствии с помощью пожертвований вновь переоборудован для богослужений. Роспись осуществил украинский иконописец А. Мензак. Большой колокол по имени Святослав, изготовленный в Москве на средства предпринимателя Валерия Суркова, был установлен в октябре 1995 года.

## Современное состояние
При храме действует старейшая в городе воскресная школа. Ежедневно ведётся богослужение.

## Фотогалерея

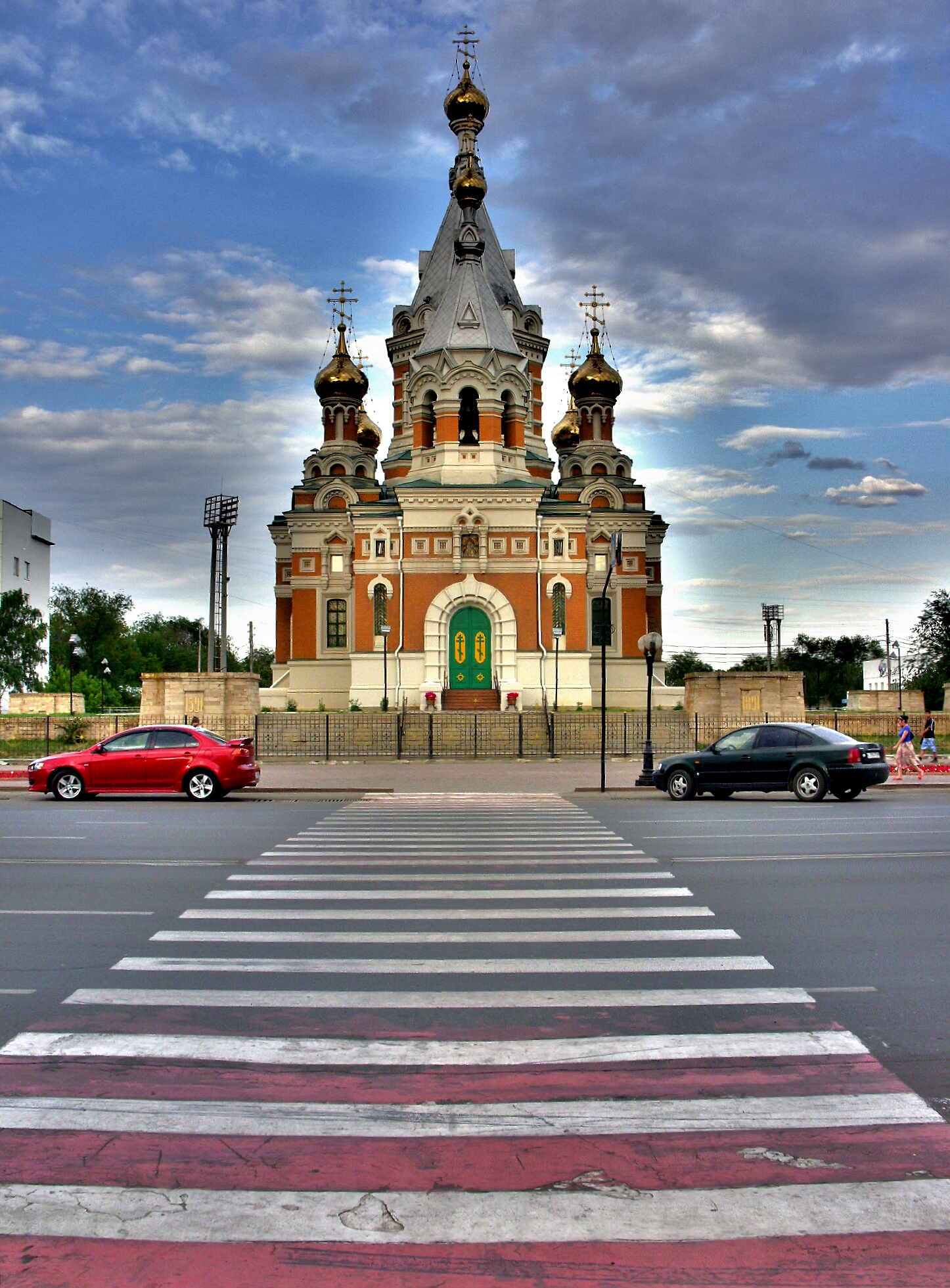
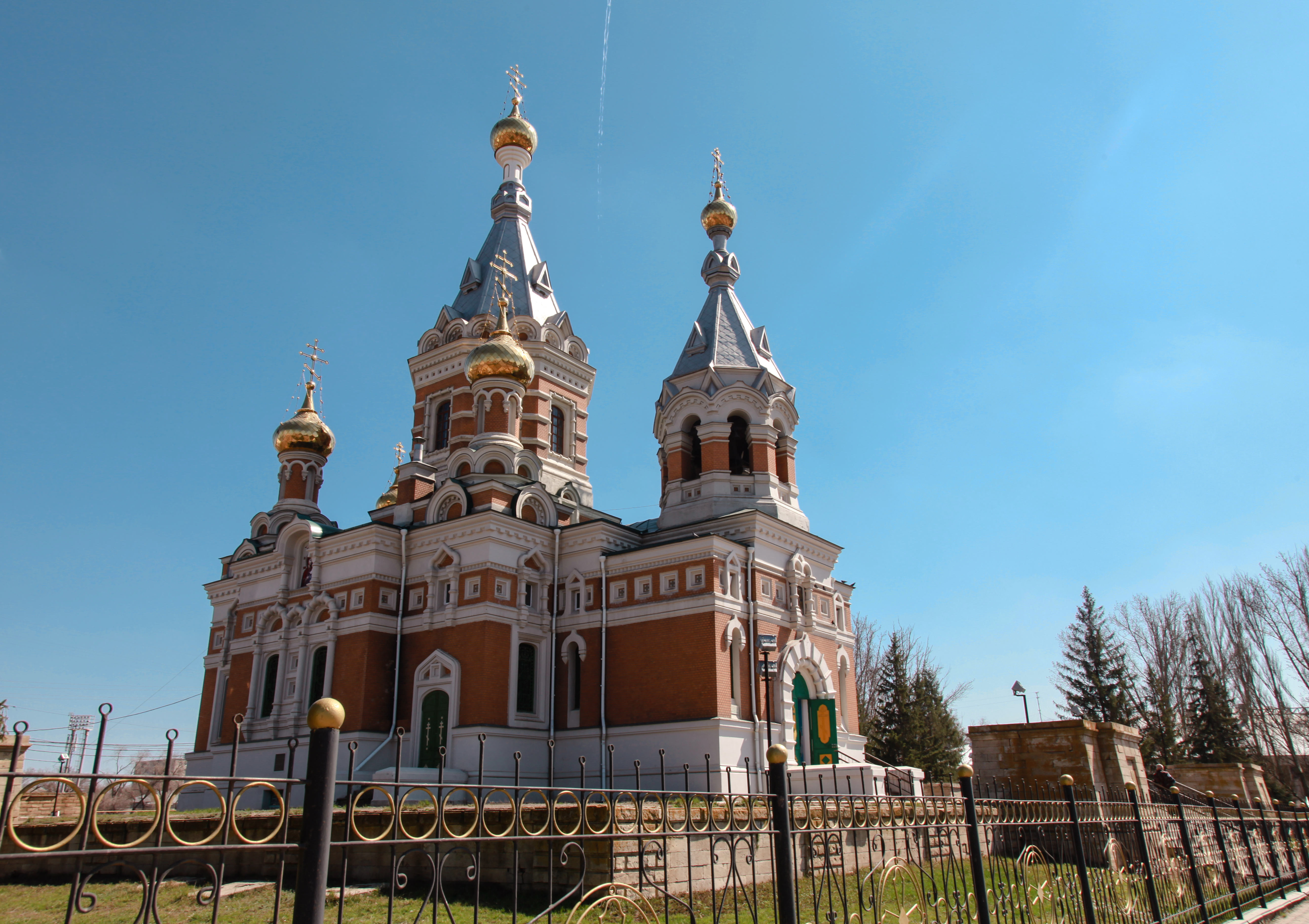
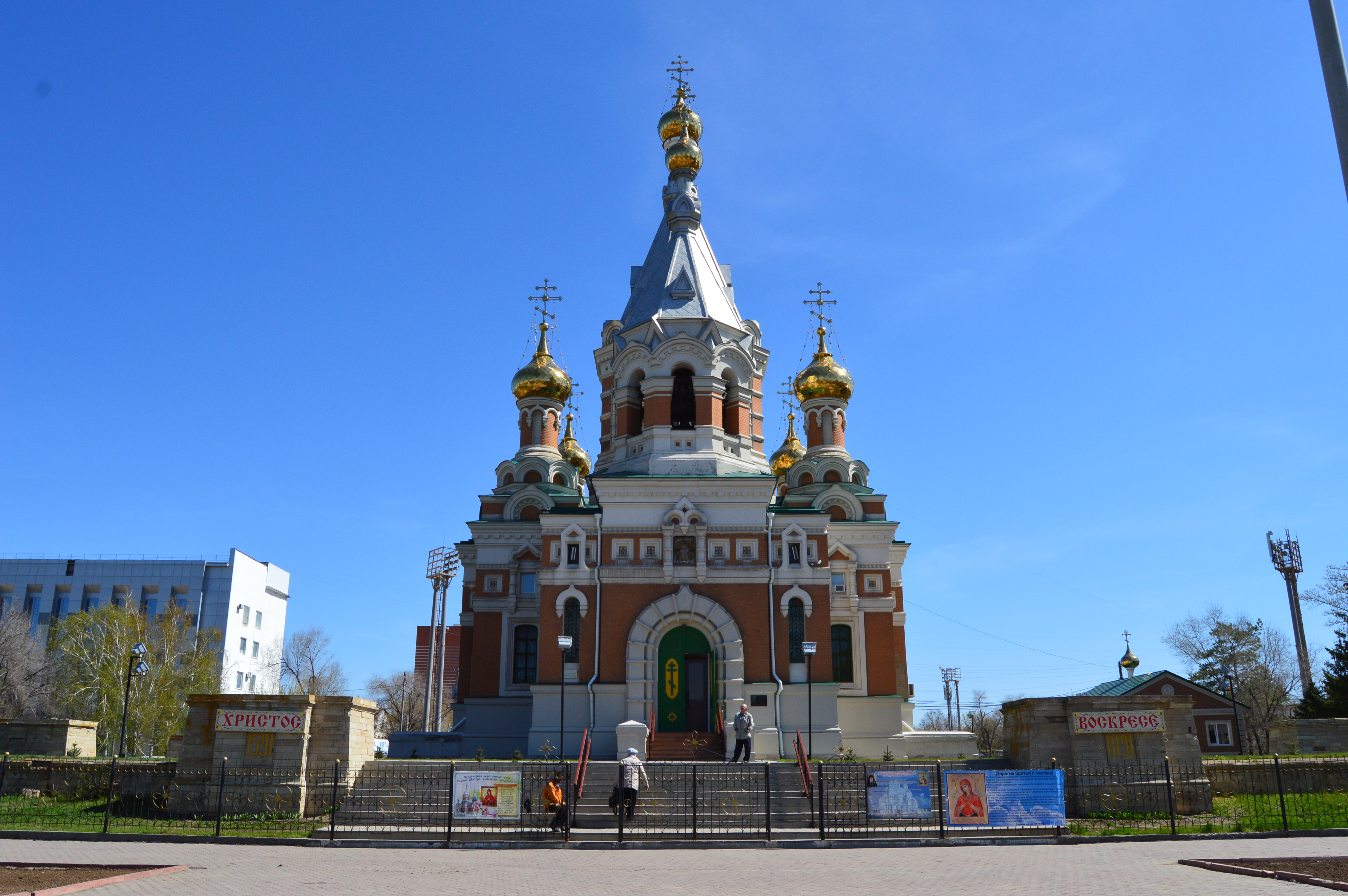